# Rolf van Ulzen

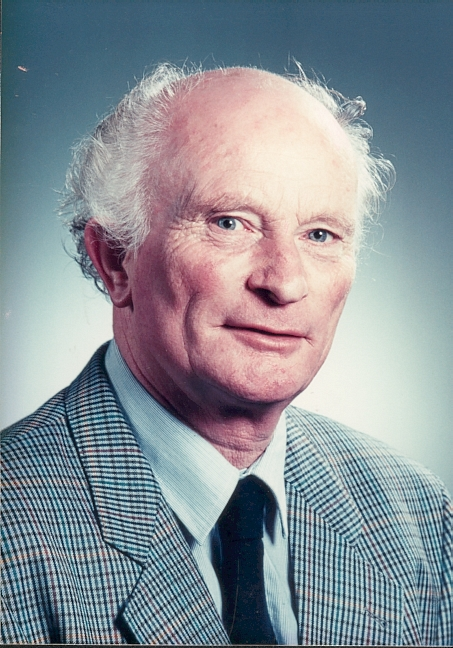
Portret foto van Rolf van Ulzen, omstreeks 1988

Dolf (Rolf) van Ulzen (Amsterdam, 1 juni 1925 – Bergen (Noord-Holland), 7 augustus 1994) was een Nederlands uitgever. Hij was een zoon van Jan Bernard van Ulzen, de oprichter van Uitgeverij Holland. In 1951 trad hij in dienst van de uitgeverij. Begin jaren zestig nam hij de leiding van zijn vader over. In 1987 droeg hij deze weer over aan zijn zoon Ruurt van Ulzen.
Aan het eind van de jaren vijftig startte hij het huidige kinder- en jeugdboekenfonds van Uitgeverij Holland. Hij wendde zich daartoe tot de dichters van die jaren zoals onder andere Hans Andreus, Mies Bouhuys, Remco Campert, Sybren Polet, Harriet Laurey en Mischa de Vreede.
In latere jaren debuteerden onder andere Paul Biegel en Mieke van Hooft. Ook werden belangrijke schrijvers uit andere taalgebieden vertaald zoals onder andere Mary Norton, Katherine Paterson, Paula Fox en Elisabeth George Speare. 
Tot 1987 gaf hij poëzie uit in de poëziereeks De Windroos. In het theologiefonds werden onder andere Willem Barnard en Maria de Groot uitgegeven.
In zijn In Memoriam schreef Paul Biegel: "Rolf van Ulzen was een man die zijn ziel droeg in een mantel van beton. Dat was te zien aan zijn ogen, die ooit door iemand zijn gekwalificeerd als twee bliksems. Maar niet iedereen die het beton zag, kreeg de kans om gewaar te worden dat het uitsluitend diende ter bescherming van een kwetsbare gevoeligheid."